# Ejército Nacional de Colombia
L'Esercito Nazionale della Colombia (in spagnolo Ejército Nacional de Colombia) è l'arma di servizio terrestre delle forze militari della Colombia. Con oltre 361.420 soldati regolari al 2020, è l'arma di servizio più grande e più antica in Colombia e il terzo esercito più grande delle Americhe dopo Brasile e Stati Uniti.
È guidato dal comandante dell'esercito nazionale (Comandante del Ejército Nacional), ricade sotto l'autorità del Comandante Generale delle Forze Militari (Comandante General de las Fuerzas Militares), ed è supervisionato dal Ministero della Difesa Nazionale, che risponde al Presidente della Colombia.
Il moderno esercito colombiano ha le sue radici nell'Ejército de los Comuneros o Esercito dei Plebei, che venne costituito il 7 agosto 1819, prima della creazione della Colombia attuale, per soddisfare le esigenze della guerra rivoluzionaria contro l'Impero spagnolo. Lo stesso giorno, il Congresso di Angostura creò l'esercito della Grande Colombia dopo il trionfo sugli spagnoli, per sostituire il disciolto Esercito dei Plebei. Tuttavia, l'esercito colombiano viene considerato un'evoluzione dell'Esercito dei Plebei, e data quindi la sua nascita dalle loro origini. Nel corso della sua storia, l'esercito colombiano è stato coinvolto in diverse guerre e conflitti civili, tra cui la Guerra grancolombo-peruviana, la Guerra del Cauca, la Guerra dei mille giorni e la Guerra di Corea. Dalla metà degli anni '60, l'esercito colombiano è stato coinvolto in una guerra asimmetrica a bassa intensità nota come Conflitto armato colombiano.

## Missione
La missione dell'esercito colombiano è di condurre operazioni militari orientate alla difesa della sovranità, indipendenza e integrità territoriale (della nazione), e alla protezione della popolazione civile e delle risorse private e statali, per contribuire a generare un ambiente di pace, sicurezza e sviluppo, che garantisca l'ordine costituzionale della nazione.

## Storia

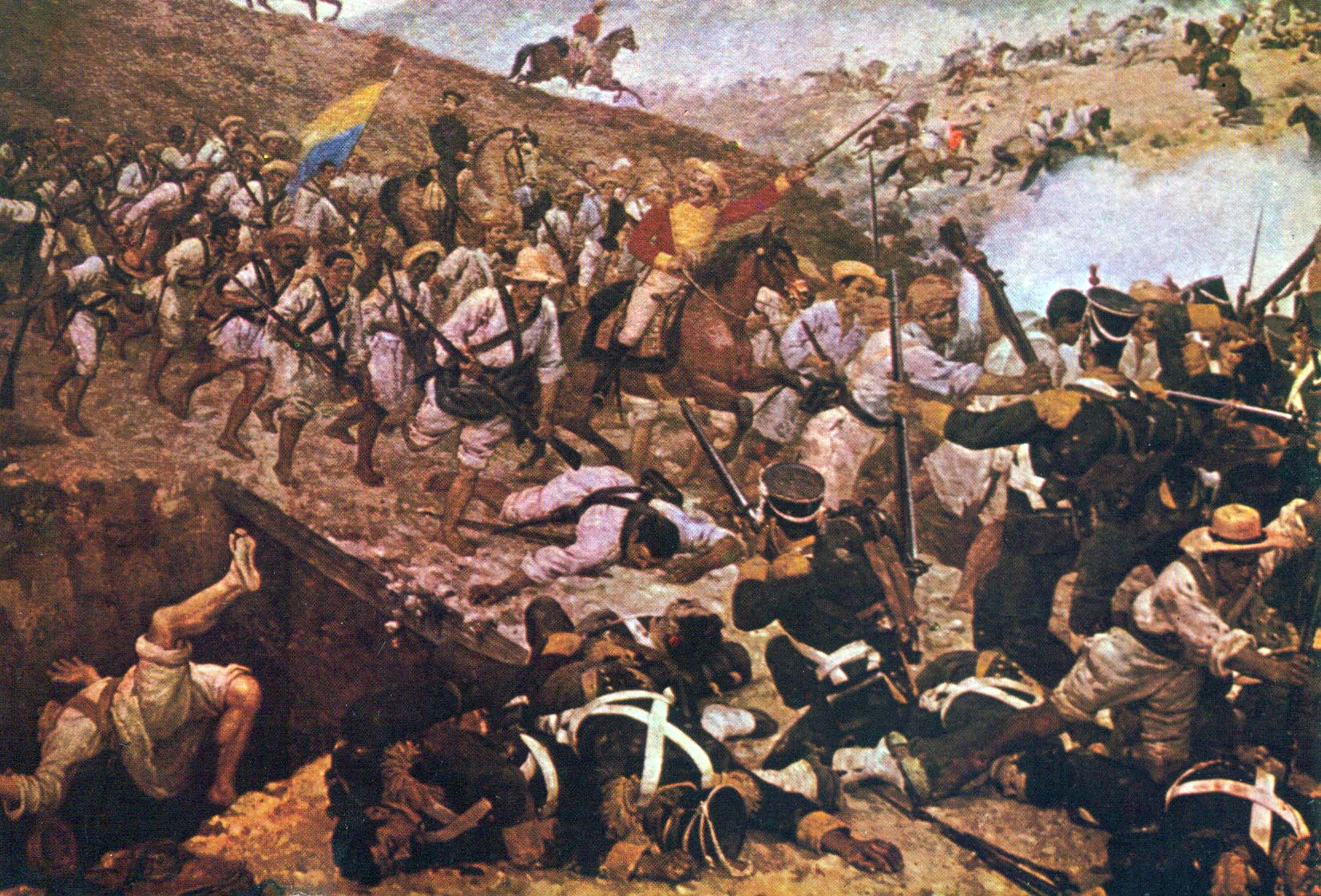
La Battaglia di Boyacá nel 1819 fu la battaglia decisiva che assicurò l'indipendenza della Colombia dalla Spagna e la costituzione della Gran Colombia

L'esercito colombiano fa risalire la sua storia all'Esercito dei Plebei, l'esercito rivoluzionario composto da contadini, llaneros e altri miliziani simili durante i giorni della guerra d'indipendenza colombiana.

### L'indipendenza
Il 20 luglio del 1810, la Colombia dichiarò la propria indipendenza dall'Impero spagnolo, dopo un lungo periodo di instabilità politica all'interno della Corona spagnola a causa della guerra peninsulare. Con gli spagnoli temporaneamente cacciati, dal 1810 al 1816 scoppiò un periodo di instabilità e conflitto a livello nazionale noto come la Patria sciocca, tra federalisti e centralisti, poiché molte città e province in tutto il paese istituirono le proprie giunte autonome. A causa della geografia sfidata della Colombia e della mancanza di comunicazione tra molte province e città, le giunte si dichiararono sovrane l'una dall'altra. Questa frammentazione impedì la corretta costituzione di un esercito regolare e ci sarebbero voluti nove anni prima che si formasse un vero esercito nazionale. Durante questo prolungato periodo di difficile consolidamento, la Corona spagnola approfittò della divisione nazionale e lanciò una campagna militare nel 1816, guidata dal generale Pablo Morillo per riaffermare l'autorità dell'Impero spagnolo sui suoi precedenti possedimenti. Le Province Unite della Nuova Granada tentarono di resistere con un esercito al comando di Antonio Baraya e Custodio García Rovira, ma vennero sconfitte dalle forze spagnole nella battaglia di El Tambo e nella battaglia di Bajo Palacé che ristabilì efficacemente il dominio spagnolo nella Nuova Granada. Con la Nuova Granada di nuovo sotto il controllo degli spagnoli, Morillo lanciò una campagna di terrore giustiziando molti dei leader del movimento indipendentista – spesso nelle pubbliche piazze – per incutere paura. L'esercito grancolombiano venne consolidato il 7 agosto 1819, in seguito alla sconfitta degli spagnoli nella battaglia di Boyacá sotto il comando di Simón Bolivar.

### Il XIX secolo e le guerre civili (1819-1903)
Con l'indipendenza ottenuta dopo la sconfitta delle forze realiste spagnole nella battaglia di Boyacá nel 1819, la repubblica di Grande Colombia venne istituita dalla Costituzione di Cúcuta nel 1821, con capitale a Bogotà. Là sopra si formò l'Esercito grancolombiano.

#### La guerra grancolombo-peruviana
Nel 1828 scoppiò una guerra con il Perù e l'Esercito grancolombiano venne chiamato a difendere la sovranità della nazione. La guerra durò fino al 1829 con una vittoria navale peruviana, ma i colombiani furono vittoriosi sulla terraferma con lo schiacciamento della forza d'invasione peruviana nella battaglia di Tarqui. La guerra finì in una situazione di stallo.

#### Le guerre civili (1830-1903)

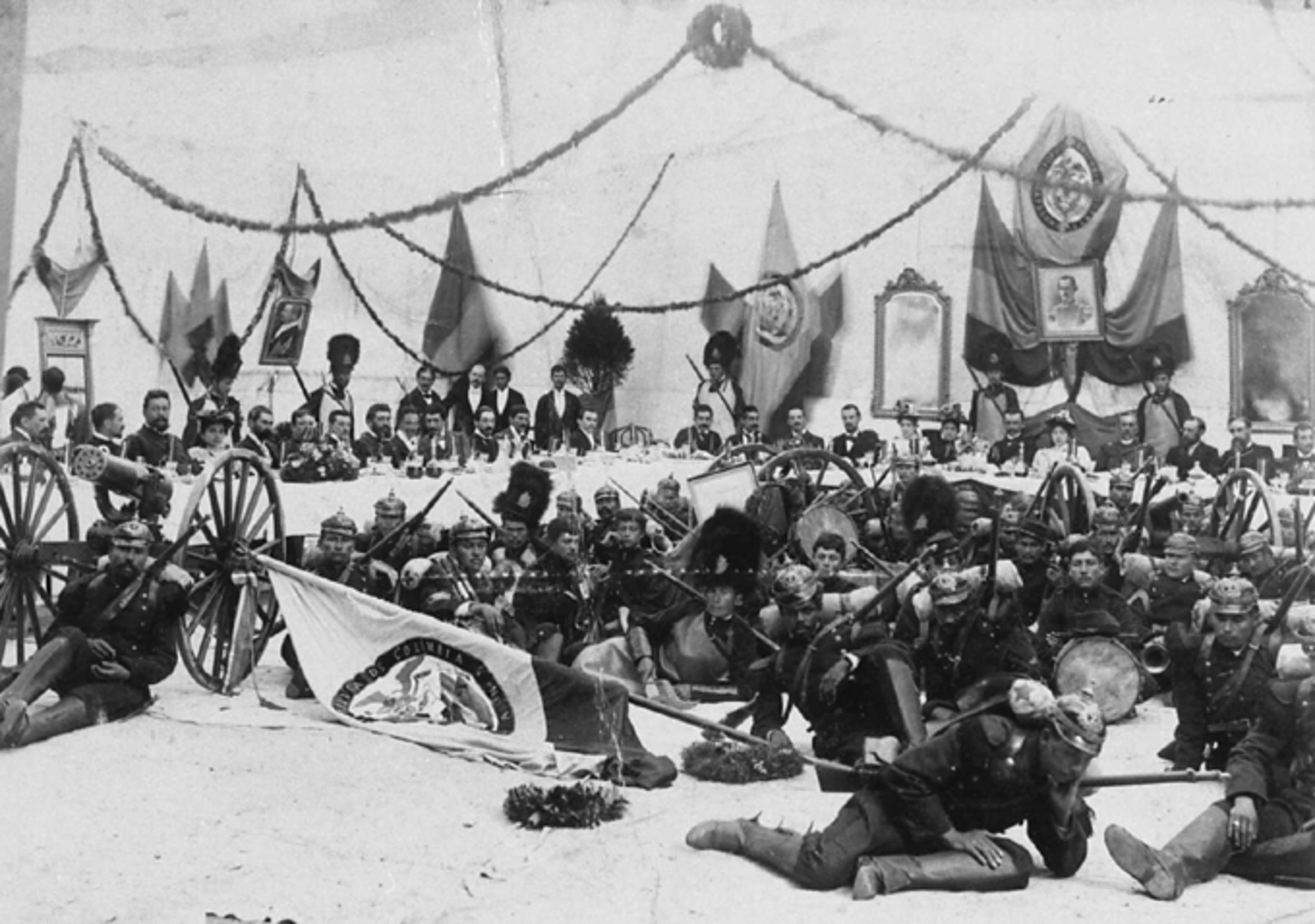
Truppe colombiane ad un banchetto durante la guerra dei mille giorni

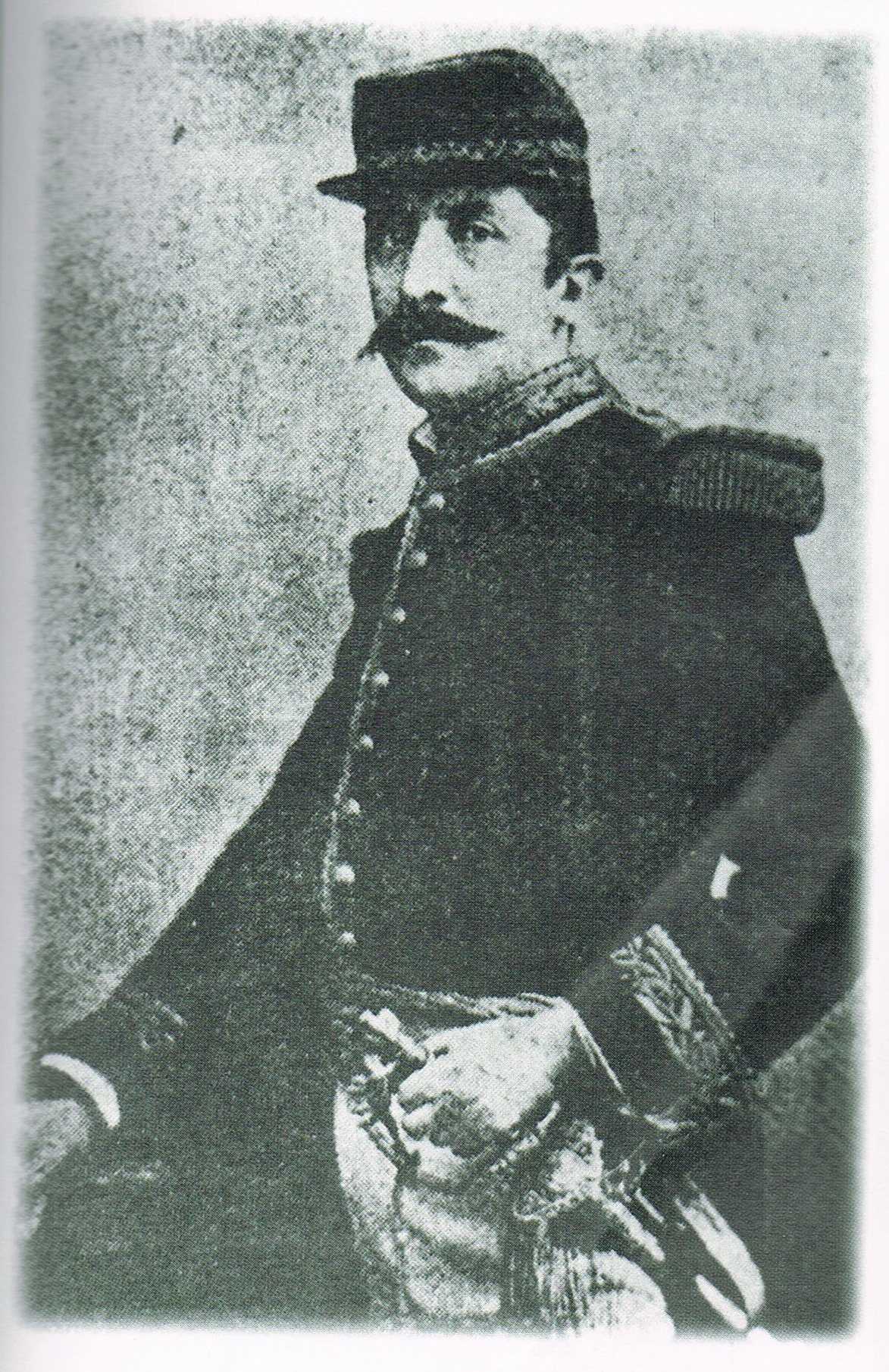
Il futuro presidente della Colombia, il generale Rafael Reyes Prieto, nel 1886

Dopo lo scioglimento nel 1830 della Gran Colombia e la morte di Bolivar, l'esercito della nuova Nuova Granada era stato coinvolto nella guerra e nella guerra civile senza poter progredire o modernizzarsi. I suoi ufficiali non erano ben addestrati o tecnicamente qualificati. Il governo affrontò questo problema fondando ed organizzando scuole ed accademie militari, ma venne ostacolato dalle continue guerre civili che prosciugarono finanziariamente l'economia del paese. Nel 1839 il generale Tomás Cipriano de Mosquera assunse il colonnello italiano Agustin Códazzi come ispettore dell'esercito. Come conseguenza di queste guerre civili sugli affari partigiani, i capi e gli ufficiali iniziarono a essere coinvolti nella politica. La necessità di professionalizzare e riqualificare l'esercito portò alla creazione di una scuola militare, creata nel 1887. Per riorganizzare l'esercito, il governo assunse una missione militare francese. La sua missione fu fruttuosa e l'organizzazione secondo i criteri francesi basata su divisioni, reggimenti e battaglioni venne implementata nel paese. Sfortunatamente un'altra guerra civile, forse la più devastante di tutte, la guerra dei mille giorni, venne dichiarata l'8 ottobre 1899 e non consentì la riqualificazione e l'istruzione di ufficiali e comandanti. Questa guerra civile durò fino al 1903. Con la fine della guerra dei mille giorni, il generale Rafael Reyes Prieto venne eletto presidente della Colombia con molti ambiziosi piani per riorganizzare e professionalizzare l'esercito. La prima cosa che fece fu ridurre drasticamente il numero delle truppe: l'esercito all'epoca contava circa 80.000 soldati scarsamente equipaggiati, mal addestrati, mal vestiti e molto malnutriti. Anche l'esercito mancava di professionalità e senso del dovere verso il Paese e non agì mai come un esercito nazionale, agendo invece come milizie e fazioni armate guidate da Comandanti che avevano le proprie agende politiche.

#### La riforma militare del 1907

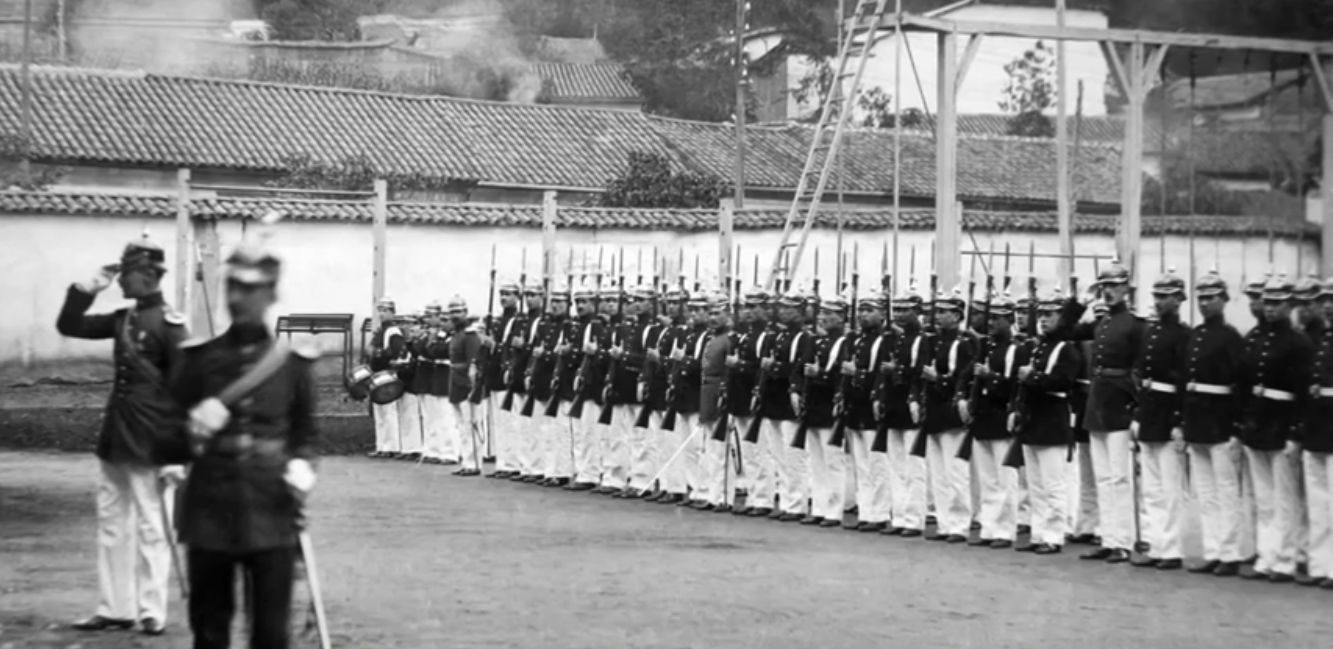
Allievi colombiani intorno al 1910 che indossano uniformi di ispirazione prussiana introdotte dalla missione militare cilena

Nel 1907 venne attuata una riforma militare dal presidente Rafael Reyes Prieto proprio all'indomani della guerra dei mille giorni che aveva devastato economicamente e moralmente il paese. Il Ministero della Guerra assunse una missione militare cilena per consigliare il ministero su come professionalizzare l'esercito. Ciò portò alla creazione della Scuola Militare Colombiana nel giugno 1907. L'esercito venne poi drammaticamente riorganizzato sotto le spoglie della missione militare cilena, l'esercito cileno che aveva adottato la dottrina militare e le uniformi prussiane dal 1886 fece lo stesso con l'esercito colombiano e le truppe colombiane iniziarono a utilizzare le uniformi militari e la dottrina prussiana, che è ancora presente oggi nell'Accademia militare colombiana con le uniformi cerimoniali di influenza prussiana e l'uso di elmetti Pickelhaube. I cileni riorganizzarono l'esercito colombiano in divisioni composte da un quartier generale di divisione, 3 reggimenti di fanteria, 1 reggimento di artiglieria e 1 reggimento di cavalleria ciascuna, nel frattempo, i genieri militari vennero raggruppati con i reggimenti di fanteria. Questa riforma militare permise all'esercito colombiano di diventare professionale e di creare un vero esercito nazionale. L'esercito rimase sotto l'influenza della missione militare cilena fino alla partenza della missione nel 1914. La Colombia rimase neutrale durante la prima guerra mondiale, ma osservò come progrediva il conflitto ed inviò addetti militari in Europa dopo la guerra per studiare i nuovi progressi tecnologici nell'aviazione, nella fanteria, nella cavalleria, nel Genio e nei metodi di addestramento.

### L'incidente di Leticia e gli anni '30

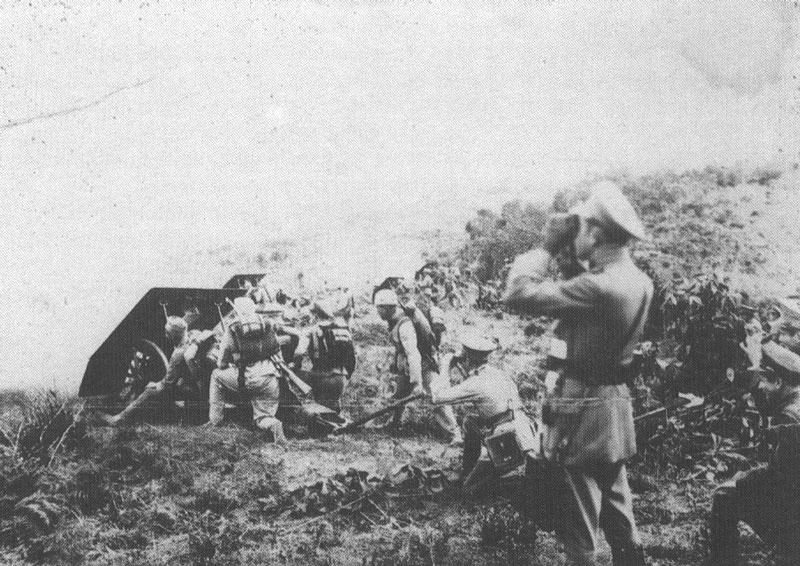
L'esercito colombiano fa manovre per contrastare l'attacco peruviano

Nel 1926 il governo colombiano assunse un'altra missione militare, questa volta dalla Svizzera, per riorganizzare nuovamente l'esercito. Come risultato di ciò vennero implementate nuove brigate combinate.
Alla fine del 1932 una banda armata di civili e soldati peruviani (che presumibilmente agiva senza l'approvazione del governo peruviano) prese la città amazzonica di Leticia e costrinse i residenti colombiani a fuggire. Il presidente peruviano cercò di dissociarsi da queste azioni, ma l'opinione popolare lo costrinse subito a sostenere la presa di Leticia. Il governo colombiano rispose con forza, inviando un corpo di spedizione che sconfisse i peruviani e riprese Leticia. La guerra portò ad un'esplosione di patriottismo colombiano. Nella battaglia di Güepí 1000 soldati colombiani attaccarono 200 soldati peruviani trincerati e presero il controllo del settore con i peruviani che abbandonarono le loro posizioni.
Alla Società delle Nazioni venne chiesto di mediare con il sostegno dei diplomatici brasiliani e alla fine essa supervisionò il ritorno pacifico dell'area al controllo colombiano. Il processo generò un interessante precedente storico: per la prima volta in assoluto, i soldati indossavano la fascia al braccio di un'organizzazione internazionale (la Società delle Nazioni) mentre svolgevano compiti di mantenimento della pace. I soldati erano colombiani e l'uso dei bracciali della Lega era principalmente un dispositivo salva-faccia per consentire ai peruviani di andarsene senza mostrare di sottomettersi ai colombiani. Tuttavia, l'uso di questi 75 soldati colombiani come forze di pace internazionali fu un antecedente del mantenimento della pace delle Nazioni Unite diversi decenni dopo.
Durante l'ultima parte degli anni '30, la Colombia iniziò ad acquistare più materiale bellico tedesco e l'elmetto tedesco Stahlhelm divenne l'elmetto standard per tutte le truppe colombiane fino agli anni '50.

### Gli anni '40-'50
Allo scoppio della seconda guerra mondiale nel settembre 1939, la Colombia, in conformità con la sua politica internazionale, si dichiarò belligerante, come fecero molti altri paesi dell'America Latina, e ricevette armi ed equipaggiamenti dagli Stati Uniti come parte del programma Lend Lease. Le prime missioni militari americane arrivarono nel paese ed ufficiali colombiani vennero inviati negli Stati Uniti per perfezionare le loro conoscenze; come risultato di questi collegamenti venne adottata una nuova dottrina nelle forze militari. Dopo la guerra, l'esercito continuò a ricevere assistenza dalle missioni americane e gli ufficiali seguirono corsi negli Stati Uniti. I cambiamenti politici nel paese a partire dal 1946 portarono alla guerra civile conosciuta come la Violencia, iniziata con i disordini di El Bogotazo del 9 aprile 1948. L'esercito venne quindi coinvolto nel ripristino dell'ordine pubblico.

### Storia recente

Bandiera dell'Esercito Nazionale della Colombia.

L'esercito colombiano è presente nella guerra con i ribelli di sinistra delle FARC, dell'ELN e dell'EPL, così come di altri gruppi minori. I membri delle forze armate sono stati accusati o condannati per la collaborazione con le attività dei paramilitari di destra, come le AUC e altri. La BBC e altre fonti hanno riferito su casi di corruzione nelle forze armate, così come altri scandali. Tuttavia, l'esercito ha adottato misure per diventare una forza combattente trasparente e professionale.

#### Il piano Colombia e la modernizzazione
Il governo degli Stati Uniti approvò l'iniziativa del Piano Colombia alla fine degli anni '90. Parte delle risorse messe a disposizione da questa iniziativa sarebbero state dirette verso il sostegno dell'esercito colombiano, rafforzandone le capacità di combattimento e logistiche. Questo piano ha beneficiato notevolmente l'esercito colombiano. Durante gli anni '90, con la guerriglia che guadagnava più denaro che mai grazie al controllo di ampie porzioni del traffico di droga, le FARC iniziarono a cambiare tattica e passarono da guerriglia a una guerra di grandi movimenti e grandi attacchi in cui un gran numero di guerriglieri avrebbero unito le loro forze per conquistare paesi e città. Con l'aiuto ricevuto dal Piano Colombia, l'allora comandante delle forze armate, il generale Fernando Tapias condusse una purificazione interna all'esercito che aveva l'appoggio degli altri comandanti delle forze armate e del governo. Questo processo contribuì a migliorare sostanzialmente il rapporto problematico che il Paese aveva in precedenza avuto con gli Stati Uniti. Questo fu l'inizio della modernizzazione dell'esercito: i soldati colombiani iniziarono a ricevere l'addestramento e la tecnologia per affrontare frontalmente i guerriglieri. Con l'acquisto di elicotteri Black Hawk americani, essi impararono a schierarsi rapidamente in terreni accidentati di guerriglia. L'attrezzatura tecnica venne migliorata drasticamente con gli Stati Uniti che fornirono "kit" di bombe guidate da satellite all'esercito colombiano, il che ha anche reso l'esercito colombiano la prima forza militare in Sud America ad utilizzare queste "bombe intelligenti". Con l'aiuto di queste bombe l'esercito ha ucciso più di due dozzine di comandanti delle FARC, tra cui Mono Jojoy. Con un addestramento migliorato e un equipaggiamento migliore, il popolo colombiano ora ha un'alta considerazione dell'esercito e a livello internazionale è ampiamente considerato come l'esercito meglio preparato e più professionale dell'America Latina.

#### L'operazione Jaque

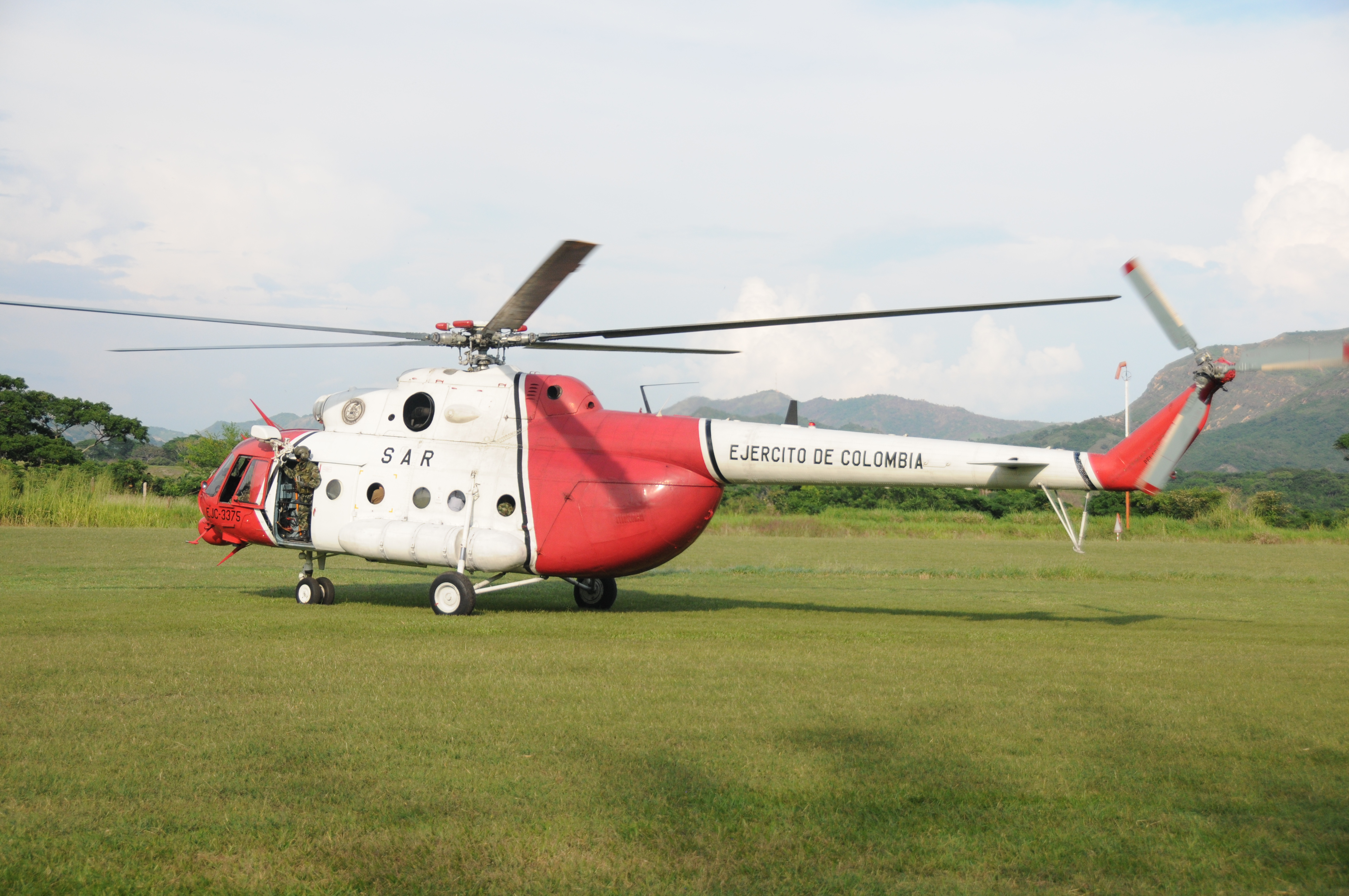
Questo Mi-17 è stato uno dei due elicotteri che hanno partecipato all'Operazione a cui è stato dato il nome: Libertad Uno (Libertà Uno)

L'esercito colombiano ha effettuato l'operazione Jaque, un'operazione militare che ha portato al salvataggio di 15 ostaggi, tra cui l'ex candidato presidenziale colombiano Íngrid Betancourt. Gli ostaggi erano stati trattenuti dalle FARC. L'operazione è avvenuta il 2 luglio 2008, lungo il fiume Apaporis nel Dipartimento di Guaviare. Era senza precedenti nella storia dell'esercito, in quanto la raccolta di informazioni per l'operazione prevedeva che l'esercito ponesse una talpa all'interno delle FARC per un anno o più prima dell'operazione. Il piano prevedeva di indurre i ribelli delle FARC a consegnare gli ostaggi facendo in modo che i soldati colombiani si atteggiassero a membri di un'organizzazione non governativa fittizia che presumibilmente avrebbe portato i prigionieri in un campo per incontrare il leader dei ribelli Alfonso Cano. Parecchi aspetti della missione erano apparentemente progettati per imitare i precedenti trasferimenti di ostaggi venezuelani, inclusa l'effettiva composizione del gruppo e il tipo e le marcature degli elicotteri utilizzati. Due elicotteri Mi-17 giunsero nell'area di atterraggio a Guaviare, dove uno, con a bordo agenti colombiani che indossavano magliette di Che Guevara, atterrò per raccogliere gli ostaggi. Gli ostaggi vennero ammanettati e caricati a bordo, e anche il comandante locale delle FARC César e un altro ribelle salirono a bordo degli elicotteri. Vennero poi sottomessi dalle forze colombiane. Betancourt si rese conto di essere stata salvata solo quando vide il suo rapitore nudo e bendato sul pavimento dell'aereo.

#### Il corso daLancero
Uno dei corsi più impegnativi gestiti dall'esercito colombiano è la Scuola Lancero. Questo corso, dedicato alla controguerriglia, si tiene a Tolemaida, 150 miglia (240 km) da Bogotà, dove le temperature oscillano tra 85 e 100 gradi F. (29,5-38 gradi C.) in tutto l'anno, con anche gli istruttori militari statunitensi che giocano un ruolo. Il corso dura 73 giorni e addestra truppe boliviane, ecuadoriane, panamensi e colombiane; vi vengono addestrati anche alcuni soldati francesi e americani.  Il corso, fondato nel 1955, deriva dalla Ranger School dello US Army. Secondo quanto riferito, si utilizzano tecniche severe e munizioni.

### Operazioni militari oltremare

#### Guerra di Corea

Stemma del Batallon Colombia disegnato durante la guerra di Corea.

Durante la guerra di Corea, 4.314 soldati dell'esercito colombiano (21% della forza totale) servirono con il Battaglione colombiano nel Comando delle Nazioni Unite. Il primo contingente di truppe venne trasportato in Corea a bordo della USNS Aiken Victory. Una volta nel paese, il Battaglione colombiano ricevette un addestramento e poi si unì al 21º Reggimento fanteria americano il 1º agosto 1951. Fu impegnato in battaglia durante l'Operazione Nomadic, per il quale il battaglione ricevette una Presidential Unit Citation. Nel 1952, quando il 21º Reggimento fanteria venne schierato altrove, il Battaglione colombiano venne trasferito al 31º Reggimento fanteria. Il battaglione venne molto coinvolto nella Battaglia di Old Baldy. I soldati colombiani uccisi in azione vennero talvolta cremati al Cimitero delle Nazioni Unite a Tanggok e poi rimpatriati nel 1954. Nel complesso, l'esercito colombiano perse 141 soldati morti e soffrì 556 feriti.

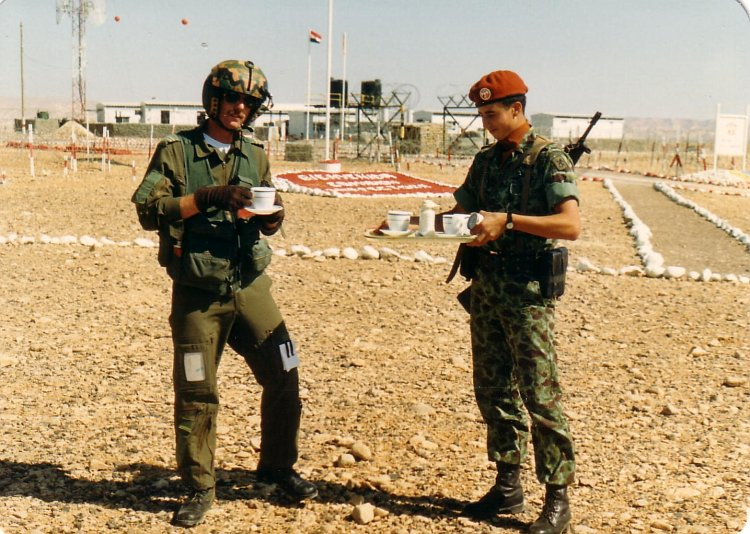
Un soldato colombiano della MFO serve un pilota di elicottero canadese nel 1989. Il colombiano indossa il caratteristico berretto color terracotta che è unico per la MFO.

#### Sinai
L'Esercito nazionale della Colombia schierò soldati nel Sinai nell'ambito della Forza di Emergenza delle Nazioni Unite dopo la crisi di Suez e fino alla guerra dei sei giorni nel 1967. Dal 1980 fornisce un battaglione ('COLBATT') per la Multinational Force and Observers lì.

## Organizzazione

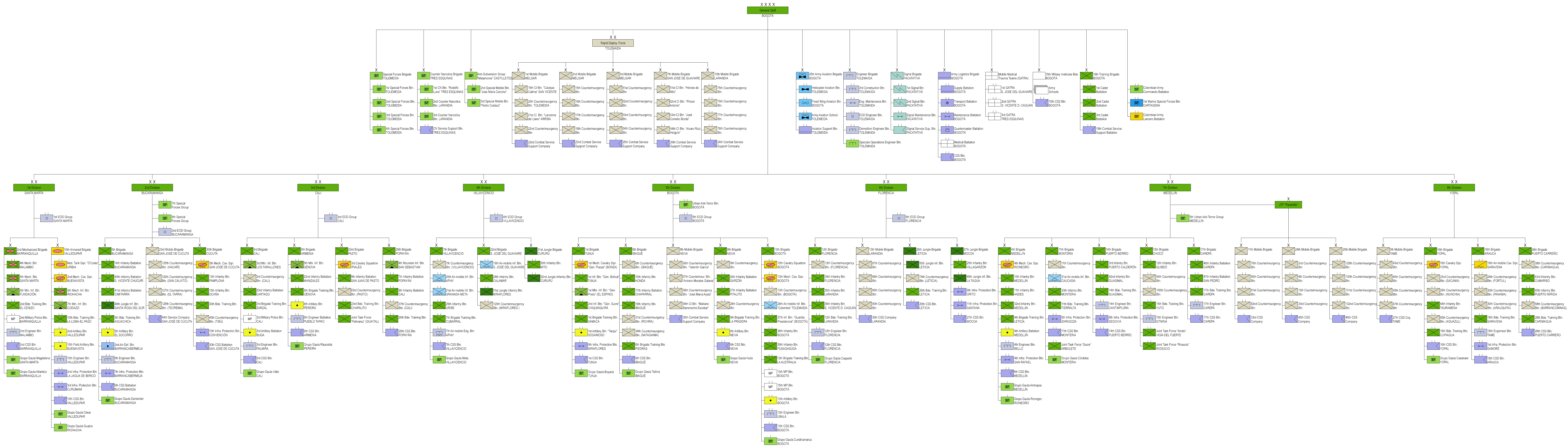

### Unità maggiori

#### Divisioni
Le divisioni dell'esercito colombiano sono Comandi Regionali statici.
- 1ª Divisione (Santa Marta) – La sua giurisdizione copre la regione settentrionale della Colombia in cui ci sono i dipartimenti di Cesar, La Guajira, Magdalena, Sucre, Bolívar e Atlántico. 2ª Brigata Meccanizzata e 10ª Brigata Corazzata.
- 2ª Divisione (Bucaramanga) – La sua giurisdizione copre la Colombia nord-est in cui ci sono i dipartimenti di Norte de Santander, Santander e Arauca. 5ª Brigata di Fanteria, 30ª Brigata di Fanteria e 23ª Brigata Mobile.
- 3ª Divisione (Cali) – La sua giurisdizione copre il sud-ovest della Colombia in cui ci sono i Dipartimenti di Nariño, Valle del Cauca, Cauca, Caldas, Quindio, Risaralda e la parte meridionale del Chocó. 3ª, 8ª, 23ª e 29ª Brigata di Fanteria.
- 4ª Divisione (Villavicencio) – La sua giurisdizione copre la regione orientale della Colombia in cui ci sono i dipartimenti di Meta, Guaviare, e parte del Vaupés. 7ª Brigata di Fanteria, 22ª Brigata di Fanteria e 31ª Brigata di Fanteria della Giungla.
- 5ª Divisione (Bogota) – La sua giurisdizione copre la regione centrale della Colombia in cui ci sono i dipartimenti di Cundinamarca, Boyaca, Huila e Tolima. 1ª Brigata di Fanteria, 6ª Brigata di Fanteria, 8ª Brigata Mobile, 9ª e 13ª Brigata di Fanteria.
- 6ª Divisione (Florencia) – La sua giurisdizione copre la regione meridionale della Colombia in cui ci sono i dipartimenti di Amazonas, Caquetá, Putumayo e il Vaupés meridionale. 12ª Brigata di Fanteria, 13ª Brigata Mobile, 26ª e 27ª Brigata di Fanteria della Giungla.
- 7ª Divisione (Medellin) – La sua giurisdizione copre la regione occidentale della Colombia in cui ci sono i dipartimenti di Cordoba, Antioquia, e parte del Chocó. 4ª, 11ª, 14ª, 15ª e 17ª Brigata di Fanteria e 11ª Brigata Mobile.
- 8ª Divisione (Yopal) – La sua giurisdizione copre la regione nord-orientale della Colombia: i Dipartimenti di Casanare, Arauca, Vichada, Guainía, e i Comuni di Boyaca di Cubará, Pisba, Paya, Labranzagrande e Pajarito. 16a, 18a, 28a, e 5ª Brigata Mobile.

#### Altre unità

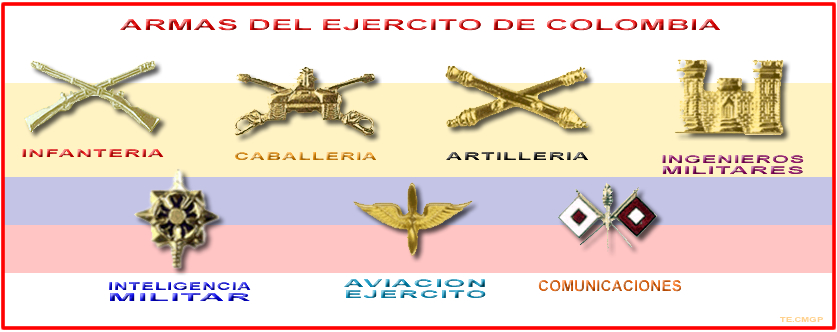
Armi combinate dell'esercito colombiano

- Comando Mobile Medico con 3 battaglioni
- Brigata Istituti Militari
- 19ª Brigata Allievi con 3 battaglioni
- Aviazione dell'Esercito con 135 elicotteri ed aerei.
- Divisione Forze speciali dell'esercito

### Armi combinate
- Infantería (Fanteria)
- Caballería (Cavalleria)
- Artillería (Artiglieria)
- Ingenieros (Genio)
- Inteligencía (Intelligence)
- Comunicaciones (Comunicazioni)

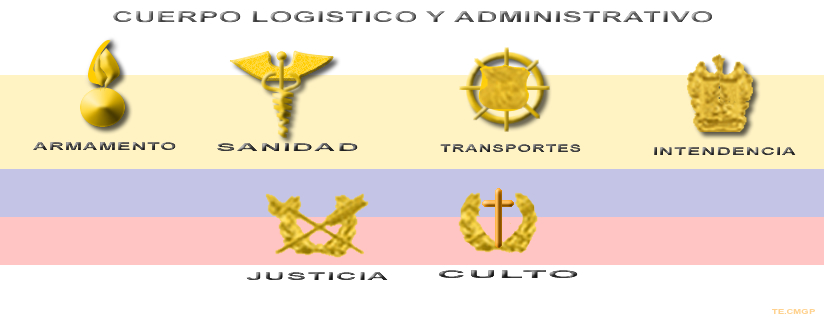

- Cuerpo Logístico y Administrativo (Corpo Amministrativo e Logistico)
- Aviación (Aviazione dell'Esercito)

### Unità speciali
Come risultato di numerosi sforzi di modernizzazione iterativi, l'esercito colombiano ha anche creato diverse brigate distinte e gruppi di operazioni speciali, i cui compiti spaziano ampiamente, dai compiti di guardia presidenziale, al dispiegamento aereo rapido, al salvataggio degli ostaggi, alle operazioni anti-narcotici ed altro ancora.

#### Guardia presidenziale

Emblema della Guardia presidenziale

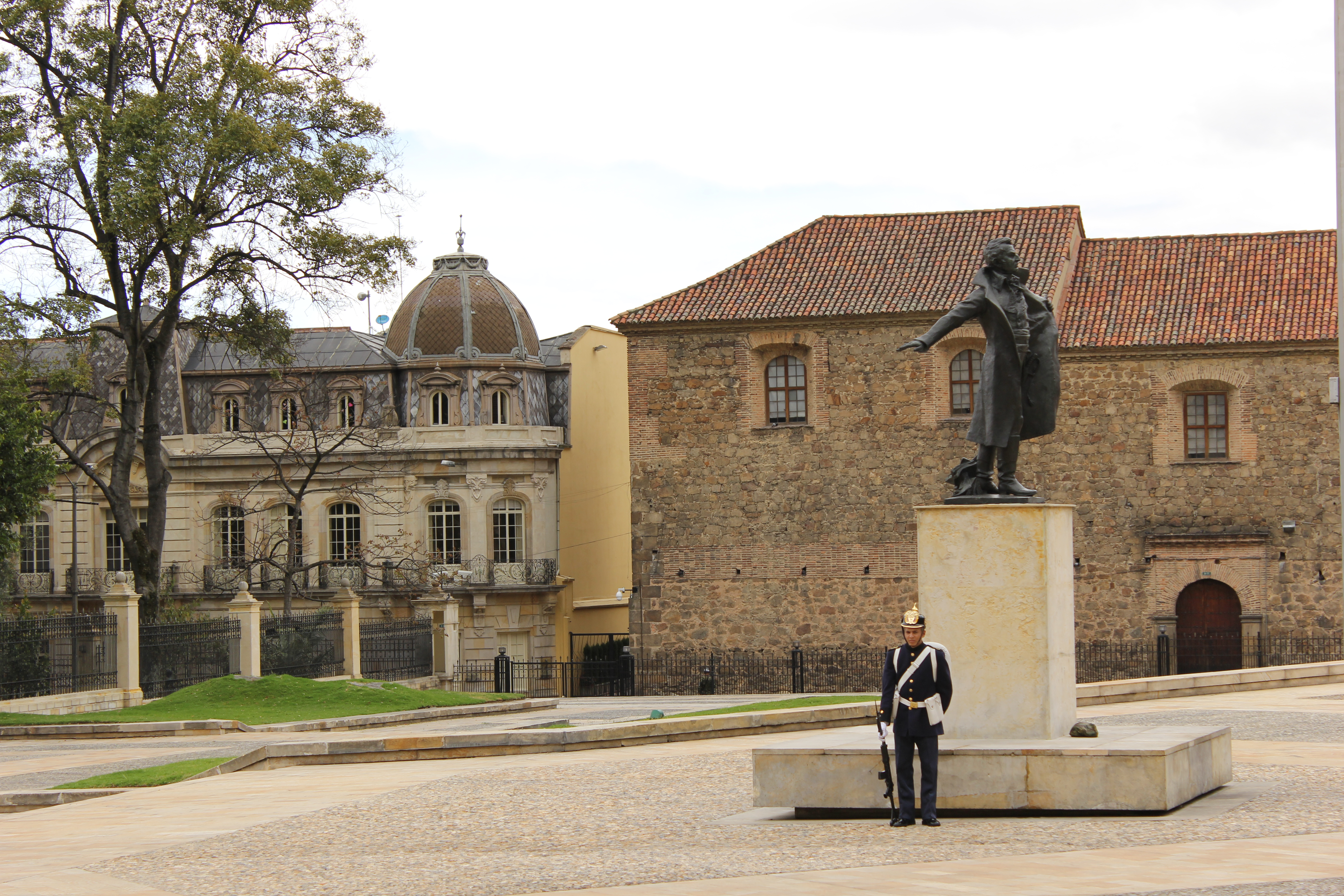
Guardia a Palazzo Narino.

Il Battaglione della Guardia Presidenziale, noto anche come 37º Battaglione di Fanteria della Guardia Presidenziale, è un'unità dell'esercito colombiano e guardia d'onore del Presidente della Colombia e dell'aspetto della sicurezza per il Presidente e la sua famiglia nella sua residenza ufficiale di Palazzo Nariño. Il Battaglione è composto da 9 compagnie, 4 delle compagnie rappresentano le quattro armi da combattimento tradizionali dell'esercito colombiano: Compagnia Córdoba (fanteria), Squadrone Rondon (cavalleria), Batteria Ricaurte (Artiglieria) e Compagnia Caldas (Genio militare).
Il battaglione ebbe le sue origini nella Guardia d'Onore di Simón Bolívar, quando tornò a Bogotà nel 1814 soggiornò nel palazzo di San Carlos ed era accompagnato dalla sua Guardia d'Onore, che si distingueva dalle altre unità dell'Esercito Patriota di Bolívar per l'uniforme che indossava, disegnata dallo stesso Bolívar. Il 25 settembre il comandante della guardia d'onore di Bolívar, il colonnello Guillermo Fergusson (un irlandese), sacrificò la sua vita per salvare Simón Bolívar da un tentativo di omicidio, in onore del suo nobile sacrificio la Banda della Guardia Presidenziale e il Corpo di tamburi che hanno la propria compagnia (la Fergusson Band) gli sono stati intitolati in suo onore. Il battaglione venne ristabilito nel 1927 dal presidente Miguel Abadía Méndez, nel 1948 durante il famigerato el Bogotazo, una rivolta di strada che quasi distrusse tutto il centro della città dopo che i sostenitori infuriati del candidato liberale alla presidenza Jorge Eliécer Gaitán vennero a sapere del suo assassinio nello stesso giorno. La Guardia Presidenziale venne chiamata a proteggere la vita del Presidente Mariano Ospina Pérez e la vita dei membri che partecipavano alla IX Conferenza Panamericana. Quando la folla inferocita tentò di prendere il Palazzo Presidenziale, il Battaglione riuscì a difenderlo con successo, quel giorno il tenente Ruiz morì sui gradini dell'ingresso del palazzo legandolo per difenderlo dalle folle inferocite.
Il Battaglione utilizza 2 uniformi da cerimonia, la guardia d'onore indossa un'uniforme del XIX secolo che venne utilizzata dalla Guardia d'onore di Simón Bolívar, il colore di questa uniforme è rosso e l'uniforme ha 33 bottoni dorati, 11 bottoni su ciascun lato. I 33 bottoni d'oro rappresentano le 33 battaglie che Bolívar ha combattuto durante le sue campagne per l'indipendenza del Sud America dalla Spagna e le 22 corde rappresentano i 22 anni che Bolívar aveva trascorso per combattere per l'indipendenza. La seconda uniforme si basa sulle uniformi militari prussiane del XX secolo, è nera e viene indossato l'elmetto Pickelhaube, anche la banda della Guardia presidenziale e il Corpo dei tamburi usano questa uniforme.
La batteria Ricaurte funge da unità che conduce 21 salve di cannone durante le visite di stato e l'inaugurazione presidenziale.

#### Forza di Schieramento Rapido
La Forza di Schieramento Rapido (in spagnolo Fuerza de Despliegue Rápido), anche conosciuta come FUDRA, è la principale divisione aviotrasportata di fanteria leggera dell'esercito colombiano. Specializzata in operazioni di assalto aereo, ha la particolarità di essere il corpo di fanteria logisticamente più mobile di tutte le forze armate colombiane e la cui missione è quella di avere la capacità perpetua di rispondere a qualsiasi crisi in qualsiasi parte dei confini nazionali del paese in maniera rapida.
Creata il 7 dicembre 1999 come parte di uno sforzo di modernizzazione delle forze armate durante l'amministrazione Pastrana, la sua attuale funzione è quella di svolgere operazioni offensive preventive contro insorti e gruppi criminali.
È considerata un'unità d'élite dell'esercito ed è stato uno dei fattori chiave che hanno portato le FARC a perdere gran parte delle sue conquiste territoriali e delle sue capacità logistiche. Il suo più grande successo è stato il 23 settembre 2010 - durante l'Operazione Sodoma - quando il comandante militare supremo delle FARC Jorge Briceño Suárez alias Mono Jojoy venne ucciso con successo in azione. Attualmente la Forza di Dispiegamento Rapido è composta da 4 brigate; FUDRA No.1, FUDRA No.2, FUDRA No.3 e FUDRA No.4, quest'ultima di recente creazione.

#### Brigata Anti-Narcotici
- Brigata Anti-Narcotici (Brigada Anti-Narcoticos). Questa unità è stata appositamente attivata per operazioni contro il traffico di stupefacenti. Venne creata l'8 dicembre 2000 e ha la sua sede principale nel Dipartimento di Guaviare.

#### Divisione di Assalto Aereo dell'Aviazione
L'Aviazione dell'Esercito nazionale della Colombia o División de Aviación Asalto Aéreo del Ejército, è un'arma aeronautica che opera in modo autonomo dall'Aeronautica colombiana. Fa parte dell'esercito colombiano e la sua missione principale è quella di supportare le operazioni terrestri dell'esercito. Questa unità è stata creata il 7 settembre 2016 ed è gestita dall'esercito colombiano. Negli anni l'Aviazione dell'Esercito è cresciuta enormemente diventando parte fondamentale della difesa dei confini e della sovranità della nazione. All'interno della divisione d'assalto aereo, nel 2021 è stato istituito un comando antiguerriglia.

#### C-SAR
La Compagnia di Salvataggio e Ricerca in Combattimento o Compañía de Salvamento y Rescate en Combate (C-SAR) è un'unità specializzata all'interno dell'Aviazione dell'Esercito nazionale colombiano o División de Aviación Asalto Aéreo del Ejército che pianifica, dirige e esegue missioni di ricerca di combattimento aereo, salvataggio, evacuazione, assistenza e supporto umanitario. La C-SAR ha otto gruppi distribuiti in tutto il paese, nei battaglioni Mobilità e Manovra dell'Aviazione, e due gruppi speciali di soccorso da combattimento nel Forte Tolemaida, inoltre, è divisa in quattro plotoni: 'Alpha': giungla e montagna; ‘Bravo’: anfibio o acqua; 'Charlie': urbano e 'Asbre': supporto e servizio. Il suo emblema che si ripete tra la comunità delle operazioni di soccorso è "Para que otros vivan" (Così che altri possano vivere).

#### Divisione Forze Speciali
- (Battaglione d'Addestramento Commando) Batallón de Entrenamiento de Comandos
- (Battaglione Forze speciali Nr.1) Batallón de Fuerzas Especiales no.1 Juan Ruiz
- (Battaglione Forze speciali rurali Nr.2) Batallón de Fuerzas Especiales rurales no. 2 Francisco Vicente Almeida
- (Battaglione Forze speciali rurali Nr.3) Batallón de Fuerzas Especiales rurales no. 3 GR. Pedro Alcantara Herran y Zaldua
- (Battaglione Forze speciali rurali Nr.4) Batallón de Fuerzas Especiales rurales no. 4 CT. Jairo Ernesto Maldonado Melo
- (Battaglione Forze speciali Nr.5) Batallón de Fuerzas Especiales no. 5 MY. Francisco Garcia Molano
- (Gruppo Forze speciali urbane) Agrupación de Fuerzas Especiales Urbanas AFEUR
- (Gruppo Antiterrorista Forze speciali: componente Alpha) Agrupación de Fuerzas Especiales Antiterroristas Urbanas AFEAU componente Alpha

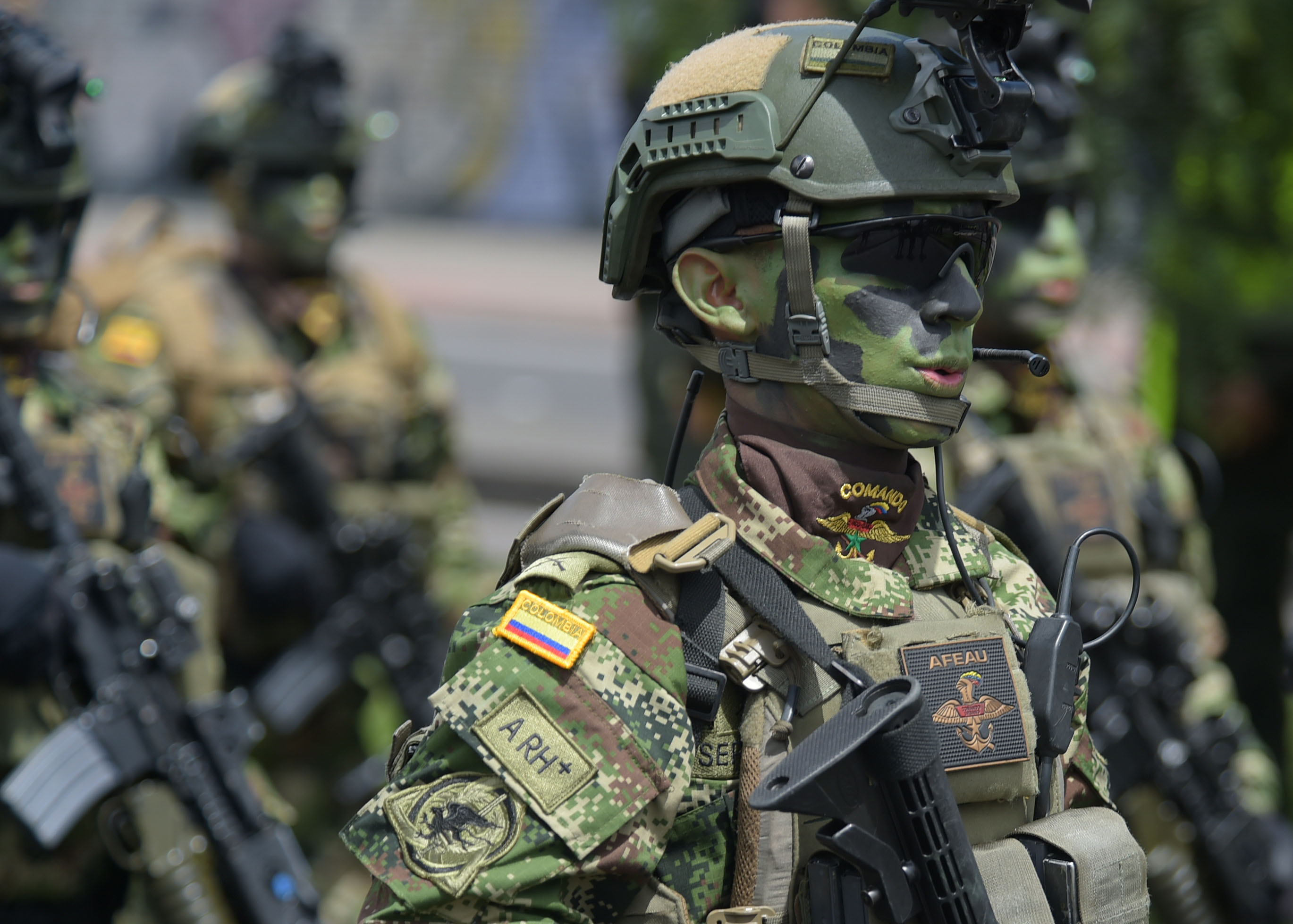
Parche del CCOES sobre el hombro de un comando, a su vez miembro de la Agrupación de Fuerzas Especiales Antiterroristas Urbanas AFEAU

#### Unità AFEAU
Il Gruppo di Forze speciali antiterrorismo urbano - Alpha, altrimenti noto come AFEAU (in spagnolo Agrupación de Fuerzas Especiales Antiterroristas Urbanas) è un'unità d'élite di operazioni speciali all'interno dell'esercito colombiano, dedicata all'acquisizione o all'eliminazione di bersagli di alto valore, alla protezione VIP, al salvataggio di ostaggi, al supporto di reazione rapida ed alle operazioni di contrattacco all'interno delle aree urbane. Come componente dell'esercito del gruppo delle forze speciali AFEAU, risponde direttamente al Comando Generale delle Forze Armate (in spagnolo Comando General de las Fuerzas Armadas) e al Ministero della Difesa. È l'unità operativa speciale di primo livello dell'esercito colombiano.

#### Gruppi GAULA

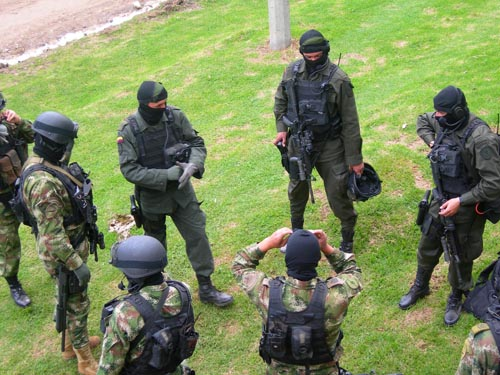
I membri dei GAULA si preparano per una dimostrazione nel corso di una cerimonia a Sibate, Colombia il 6 dicembre, 2007.

GAULA è l'acronimo di  Grupos de Acción Unificada por la Libertad Personal , vale a dire Gruppi di Azione Unificata per la Libertà personale, specializzata nella soluzione di presa degli ostaggi. Si tratta di unità di élite stabilite nel 1996, dedicate esclusivamente alla lotta contro il rapimento e l'estorsione. Sono composte da personale altamente qualificato che conduce alla liberazione di ostaggi e allo smantellamento di bande criminali alla radice di reati che mettono a repentaglio la libertà personale dei colombiani. C'è un elemento interistituzionale nei GAULA per garantire procedure di autocontrollo, addestrati da personale del Dipartimento Amministrativo di Sicurezza, del Corpo Tecnico d'Investigazione (CTI) dell'Ufficio Investigativo Criminale (Fiscalía) e delle forze militari. Attualmente, il paese ha 16 GAULA dell'Esercito nazionale della Colombia e 2 della Marina.

## Scuole e Corsi

### Corsi
- Corsi di Capacitazione e Specializzazione delle Armi e dei Servizi
- Professorato Militare
- Sport e risultati nell'ambito professionale
- Corsi di specializzazione di combattimento:
  - Scuola Lancero
  - Corso Controguerriglia
  - Scuola Militare Truppe Aviotrasportate
  - Corso Forze speciali
  - Comportamento Benemerito in Unità Speciali
  - Intelligence
  - Commando Speciali Terrestri
  - Commando Urbani
  - Controguerriglia urbana
  - Operazioni Psicologiche
  - Polizia Militare

### Istituzioni educazionali militari
- Accademia Militare colombiana "General José María Córdova"
- Scuola Sottufficiali dell'Esercito nazionale della Colombia "Sergente Inocencio Chinca"
- Scuola di Armi Combinate dell'Esercito (ESACE)[30]
- Scuola di Fanteria
- Scuola di Cavalleria
- Scuola d'Artiglieria
- Scuola d'Ingegneria Militare
- Scuola delle Comunicazioni
- Scuola di Logistica
- Scuola di Polizia Militare dell'Esercito colombiano
- Scuola delle Relazioni Militari-Civili
- Scuola di Equitazione
- Scuola dell'Aviazione dell'Esercito
- Scuola di Supporto Missioni Internazionali
- Scuola di Diritto Umano ed Internazionale
- Scuola di Lingue

## Personale

### Gradi ed insegne
La struttura dei gradi militari per è strettamente parallela a quella dell'esercito degli Stati Uniti. Ci sono nove gradi di ufficiali, che vanno dall'equivalente del sottotenente al generale. L'esercito ha nove gradi di arruolati, che vanno dall'equivalente di soldato base al sergente maggiore di comando.
Le tabelle seguenti mostrano le strutture di grado e le insegne di grado per il personale dell'esercito colombiano.

#### Ufficiali
| Gruppo gradi                  | Ufficiali generali/di bandiera | Ufficiali generali/di bandiera | Ufficiali generali/di bandiera | Ufficiali generali/di bandiera | Ufficiali generali/di bandiera | Ufficiali generali/di bandiera | Ufficiali generali/di bandiera | Ufficiali generali/di bandiera | Ufficiali generali/di bandiera | Ufficiali generali/di bandiera | Ufficiali da campo/senior | Ufficiali da campo/senior | Ufficiali da campo/senior | Ufficiali da campo/senior | Ufficiali da campo/senior | Ufficiali da campo/senior | Ufficiali junior | Ufficiali junior | Ufficiali junior | Ufficiali junior | Ufficiali junior | Ufficiali junior | Ufficiali junior | Ufficiali junior | Allievo ufficiale | Allievo ufficiale | Allievo ufficiale | Allievo ufficiale | Allievo ufficiale | Allievo ufficiale | Allievo ufficiale | Allievo ufficiale | Allievo ufficiale | Allievo ufficiale | Allievo ufficiale | Allievo ufficiale |
| ----------------------------- | ------------------------------ | ------------------------------ | ------------------------------ | ------------------------------ | ------------------------------ | ------------------------------ | ------------------------------ | ------------------------------ | ------------------------------ | ------------------------------ | ------------------------- | ------------------------- | ------------------------- | ------------------------- | ------------------------- | ------------------------- | ---------------- | ---------------- | ---------------- | ---------------- | ---------------- | ---------------- | ---------------- | ---------------- | ----------------- | ----------------- | ----------------- | ----------------- | ----------------- | ----------------- | ----------------- | ----------------- | ----------------- | ----------------- | ----------------- | ----------------- |
| Ejército Nacional de Colombia |                                |                                |                                |                                |                                |                                |                                |                                |                                |                                |                           |                           |                           |                           |                           |                           |                  |                  |                  |                  |                  |                  |                  |                  |                   |                   |                   |                   |                   |                   |                   |                   |                   |                   |                   |                   |
| General de ejercito           | General de ejercito            | Mayor general                  | Mayor general                  | Brigadier general              | Brigadier general              | Coronel                        | Coronel                        | Teniente coronel               | Teniente coronel               | Mayor                          | Mayor                     | Capitán                   | Capitán                   | Teniente                  | Teniente                  | Teniente                  | Subteniente      | Subteniente      | Subteniente      |                  |                  |                  |                  |                  |                   |                   |                   |                   |                   |                   |                   |                   |                   |                   |                   |                   |
| Abbr.                         | -                              | -                              | GR                             | GR                             | -                              | -                              | MG                             | MG                             | BG                             | BG                             | CR                        | CR                        | TC                        | TC                        | MY                        | MY                        | CT               | CT               | TE               | TE               | TE               | ST               | ST               | ST               |                   |                   |                   |                   |                   |                   |                   |                   |                   |                   |                   |                   |

#### Arruolati
| Gruppo gradi                  | Sottufficiali senior                   | Sottufficiali senior                   | Sottufficiali senior            | Sottufficiali senior            | Sottufficiali senior         | Sottufficiali senior         | Sottufficiali senior | Sottufficiali senior | Sottufficiali senior | Sottufficiali senior | Sottufficiali senior     | Sottufficiali senior     | Sottufficiali senior     | Sottufficiali senior     | Sottufficiali senior     | Sottufficiali senior     | Sottufficiali senior | Sottufficiali senior | Sottufficiali senior | Sottufficiali senior | Sottufficiali senior | Sottufficiali senior | Sottufficiali junior | Sottufficiali junior | Sottufficiali junior | Sottufficiali junior | Sottufficiali junior | Sottufficiali junior | Arruolati      | Arruolati      | Arruolati      | Arruolati      | Arruolati      | Arruolati      | Arruolati                | Arruolati      |
| ----------------------------- | -------------------------------------- | -------------------------------------- | ------------------------------- | ------------------------------- | ---------------------------- | ---------------------------- | -------------------- | -------------------- | -------------------- | -------------------- | ------------------------ | ------------------------ | ------------------------ | ------------------------ | ------------------------ | ------------------------ | -------------------- | -------------------- | -------------------- | -------------------- | -------------------- | -------------------- | -------------------- | -------------------- | -------------------- | -------------------- | -------------------- | -------------------- | -------------- | -------------- | -------------- | -------------- | -------------- | -------------- | ------------------------ | -------------- |
| Ejército Nacional de Colombia |                                        |                                        |                                 |                                 |                              |                              |                      |                      |                      |                      |                          |                          |                          |                          |                          |                          |                      |                      |                      |                      |                      |                      |                      |                      |                      |                      |                      |                      |                |                |                |                |                |                |                          | Nessun insegna |
| Ejército Nacional de Colombia | Sargento mayor de comando conjunto     | Sargento mayor de comando conjunto     | Sargento mayor de ejército      | Sargento mayor de ejército      | Sargento mayor de comando    | Sargento mayor de comando    | Sargento mayor       | Sargento mayor       | Sargento primero     | Sargento primero     | Sargento vice primero    | Sargento vice primero    | Sargento vice primero    | Sargento vice primero    | Sargento vice primero    | Sargento vice primero    | Sargento segundo     | Sargento segundo     | Sargento segundo     | Sargento segundo     | Sargento segundo     | Sargento segundo     | Cabo primero         | Cabo primero         | Cabo primero         | Cabo primero         | Cabo segundo         | Cabo segundo         | Cabo tercero   | Cabo tercero   | Cabo tercero   | Dragoneante    | Dragoneante    | Dragoneante    | Soldado profesional      | Soldado        |
| Abbr.                         | SMCC                                   | SMCC                                   | SME                             | SME                             | SMC                          | SMC                          | SM                   | SM                   | SP                   | SP                   | SV                       | SV                       | SV                       | SV                       | SV                       | SV                       | SS                   | SS                   | SS                   | SS                   | SS                   | SS                   | CP                   | CP                   | CP                   | CP                   | CS                   | CS                   | C3             | C3             | C3             | DG             | DG             | DG             | SLP                      | SL             |
| Titolo italiano               | Sergente maggiore di comando congiunto | Sergente maggiore di comando congiunto | Sergente maggiore dell'esercito | Sergente maggiore dell'esercito | Sergente maggiore di comando | Sergente maggiore di comando | Sergente maggiore    | Sergente maggiore    | Primo sergente       | Primo sergente       | Sergente di prima classe | Sergente di prima classe | Sergente di prima classe | Sergente di prima classe | Sergente di prima classe | Sergente di prima classe | Sergente             | Sergente             | Sergente             | Sergente             | Sergente             | Sergente             | Primo caporale       | Primo caporale       | Primo caporale       | Primo caporale       | Secondo caporale     | Secondo caporale     | Terzo caporale | Terzo caporale | Terzo caporale | Soldato scelto | Soldato scelto | Soldato scelto | Soldato (professionista) | Soldato base   |

## Uniformi

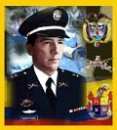
Uniforme storica del Tn. Gómez Paris
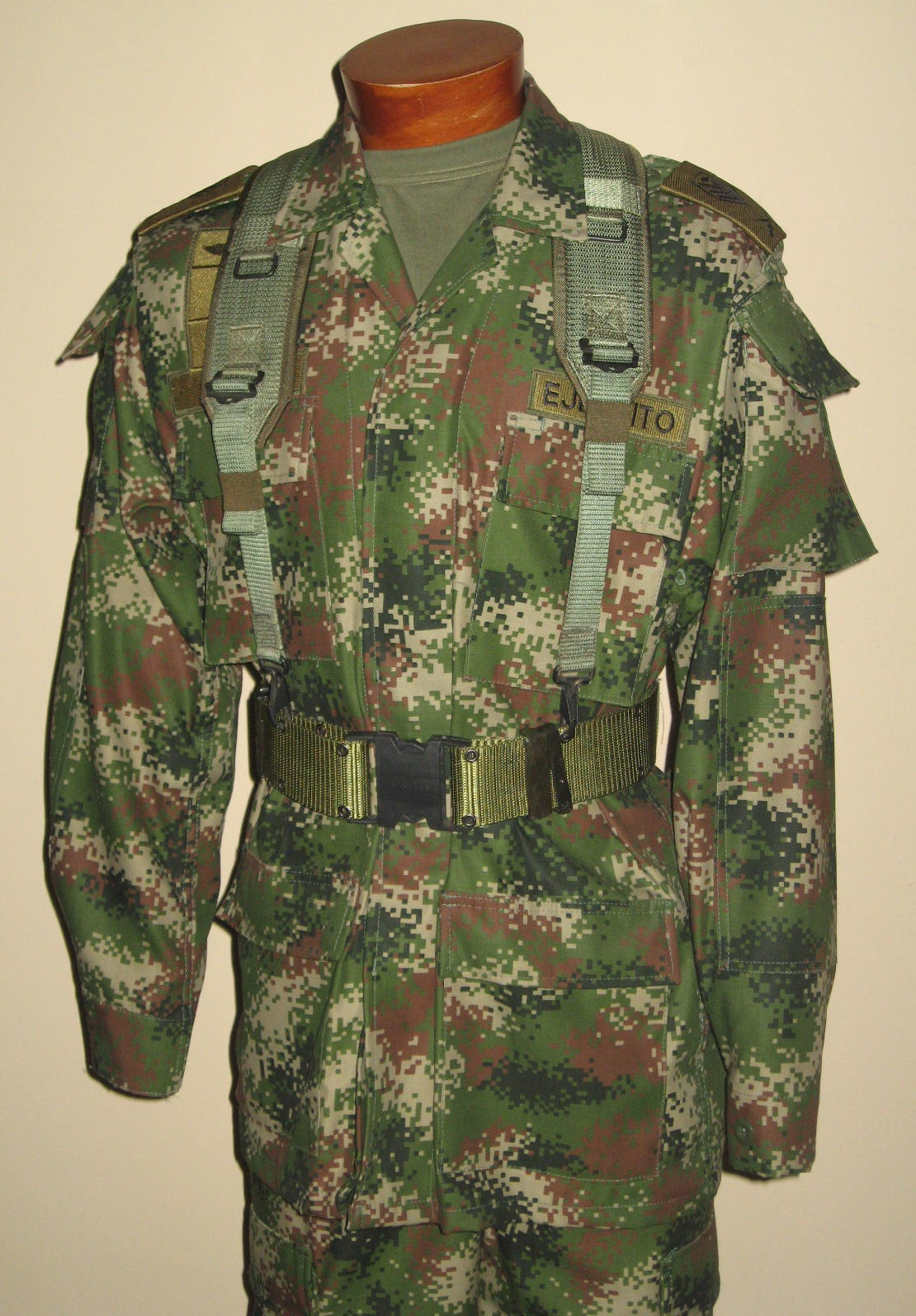
Immagine di camuffamento moderno attualmente indossato da parte dell'esercito colombiano.
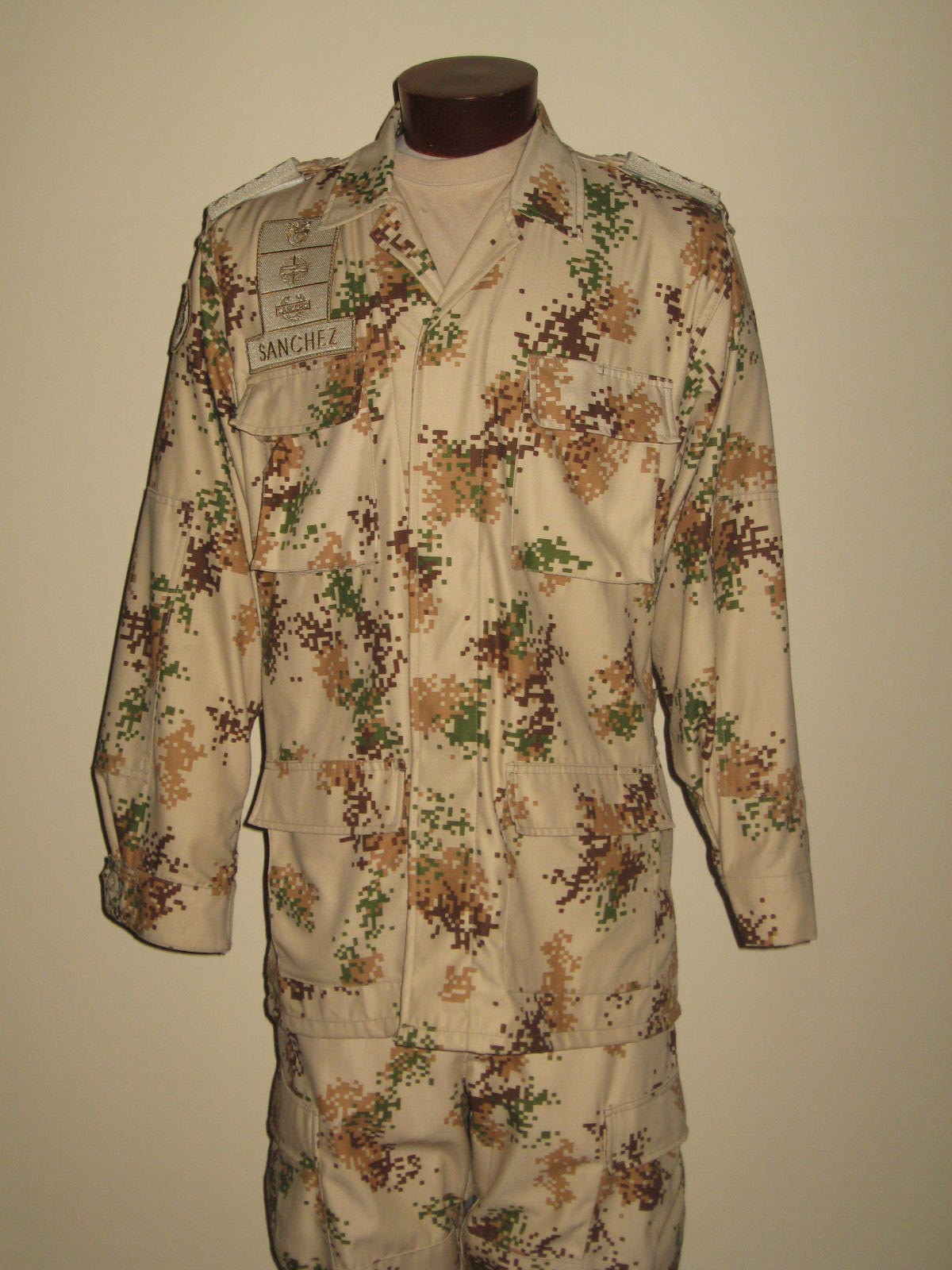
Camuffamento per operazioni desertiche.
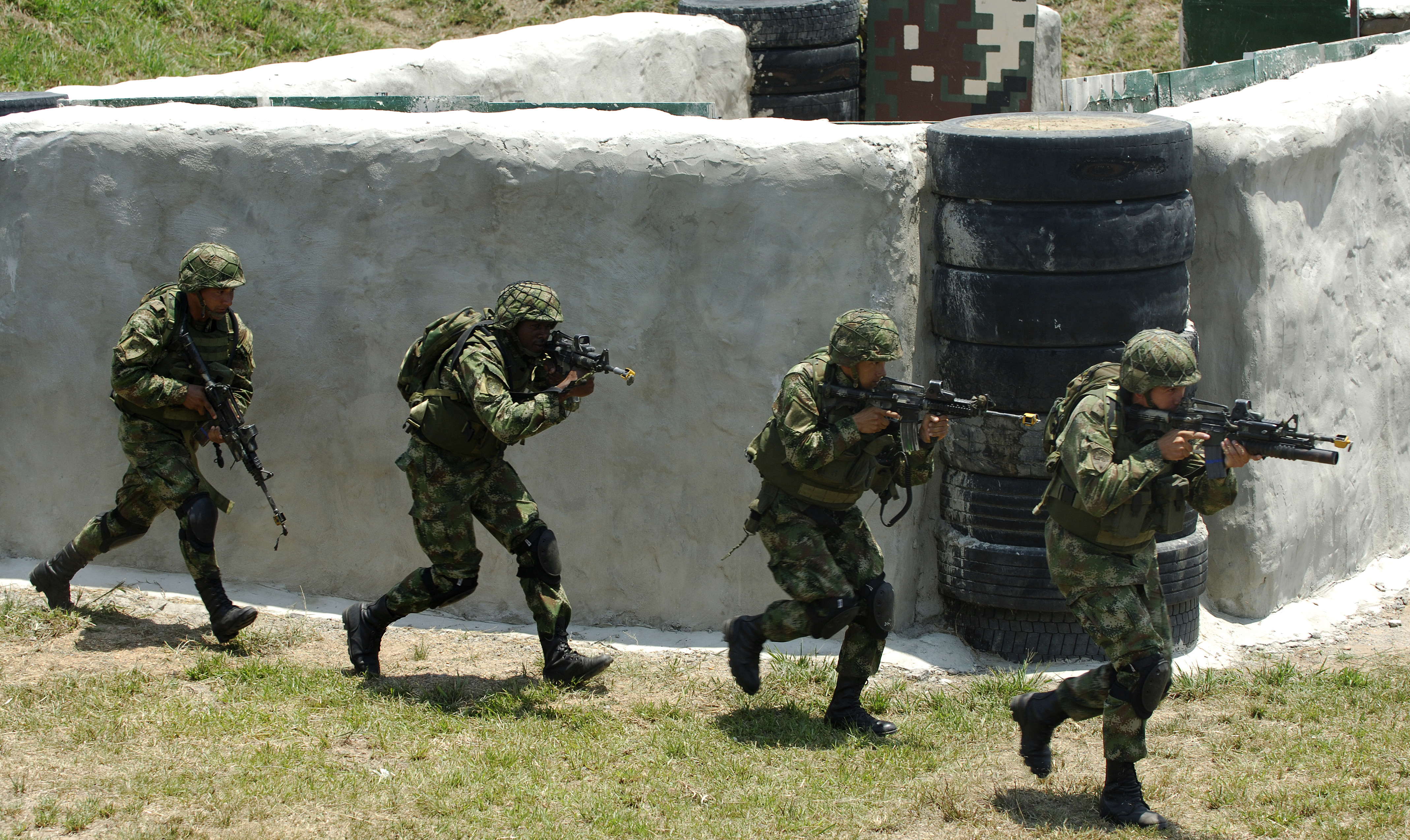
Forze Speciali indossano la nuova uniforme da campo

Il personale militare colombiano indossava diverse divise per il tempo freddo ed il tempo caldo. Le uniformi degli ufficiali dell'esercito includevano l'uniforme di cerimonia con giacca blu e pantaloni bianchi per un clima freddo; un'alta uniforme bianca per un clima caldo; diverse uniformi differenti sia per climi caldi che freddi che consistevano di una combinazione di giacca blu e bianca e pantaloni con bordini o frange sui pantaloni per indicare l'arma di servizio; un'uniforme da caserma verde oliva per il clima freddo; un'uniforme da caserma in gabardina marrone chiaro per un clima caldo; e uniformi di servizio e da campo in gabardina marrone chiaro per tutti i climi. Le uniformi degli arruolati consistevano in un'uniforme da cerimonia grigioverde per un clima freddo, un'uniforme da caserma in gabardina marrone chiaro per un clima caldo, e uniformi da caserma e da campo marroni per tutti i climi.
Dal 2006 l'Esercito nazionale della Colombia ha cambiato la sua uniforme tipo foresta (bosco) da un design moderno con un nuovo modello di mimetica digitale chiamato pixel.
Ci sono 2 tipi di mimetica: la mimetica della giungla, che viene utilizzata dalla maggior parte delle forze armate e la mimetica desertica, che viene utilizzato dalle truppe nel dipartimento di La Guajira e dal Battaglione Colombia nella penisola del Sinai nella Multinational Force and Observers.
Le modifiche forniscono un maggiore comfort alle truppe, mentre il materiale utilizzato consente anche l'applicazione di repellente per zanzare per evitare le punture di zanzara e un'alta percentuale di concentrazione di batteri e odori.
La progettazione di consistenza, colore e design della mimetica è unica per l'esercito colombiano. È realizzata a livello locale e la sua distribuzione è controllata in modo che solo le forze militari colombiane possano usarla.

## Equipaggiamento

### Veicoli Terrestri
| Veicolo/Sistema          | Azienda Unità in servizio | Stato         | Origine     | Foto |
| ------------------------ | ------------------------- | ------------- | ----------- | ---- |
| Veicoli corazzati        |                           |               |             |      |
| EE-9 Cascavel            | 180                       | In Servizio   | Brasile     |      |
| Veicolo trasporto truppe |                           |               |             |      |
| Plasan Sand Cat          | 14                        | In servizio   | Israele     |      |
| Humvee                   | 800                       | In Servizio   | Stati Uniti |      |
| M-1117                   | 67                        | In Servizio   | Stati Uniti |      |
| M-113                    | 130                       | In Servizio   | Stati Uniti |      |
| EE-11 Urutu              | 100                       | In Servizio   | Brasile     |      |
| RG-31 Nyala              | 6                         | In Servizio   | Sudafrica   |      |
| ISBI                     | 16                        | In Servizio   | Colombia    |      |
| Hunter TR-12             | 2                         | In produzione | Colombia    |      |
| LAV III                  | 56                        | In Servizio   | Canada      |      |
| Veicoli di trasporto     |                           |               |             |      |
| M35 2-1/2 ton            |                           | In Servizio   | Stati Uniti |      |
| AIL Abir                 |                           | In Servizio   | Israele     |      |
| Willys MB                |                           | In Servizio   | Stati Uniti |      |
| Kaiser Jeep M715         |                           | In Servizio   | Stati Uniti |      |
| M151                     |                           | In Servizio   | Stati Uniti |      |
| Ford Super Duty          |                           | In Servizio   | Stati Uniti |      |

### Pistole
- Beretta 92  Italia
- M1911  Stati Uniti

### Fucili d'assalto
- IMI Galil – Fucile d'assalto standard. Prodotto sotto licenza da Indumil  Israele/ Colombia
- IMI Tavor – 30,000 in uso.  Israele
- Galil ACE – Prodotto da Indumil  Israele/ Colombia
- M16A2  Stati Uniti
- M4 – 1328 M4 e M4A1 (Stima $1,534,058.02.) Usato dall'AFEUR e dalla Brigata Forze Speciali.  Stati Uniti

### Pistole mitragliatrici
- Heckler & Koch MP5[39]  Germania
- Pistola mitragliatrice FN/IMI Uzi  Israele/ Belgio

### Mitragliatori
- IMI Negev  Israele
- Daewoo K3  Corea del Sud
- FN Minimi – M249  Belgio/ Stati Uniti
- M60  Stati Uniti
- FN MAG  Belgio
- M1919 Browning  Stati Uniti
- M240  Stati Uniti
- Vektor SS-77  Sudafrica
- M2 Browning  Stati Uniti

### Lanciagranate
- M79
- M203
- Milkor MGL – 200 unità
- Mk 19

### Artiglieria
- Mortaio 60mm
- M-4 Mortaio Commando – 350 in service[40]
- Mortaio 81mm prodotto da Indumil
- M30 – 148, di cui 80 in servizio.
- Mortaio 120mm – 210, di cui 120 in servizio.
- Mortaio 120mm Rayé Tracté Modèle F1
- M116 – 80, di cui 70 in servizio.
- M101 – 100, di cui 50 in servizio.
- GIAT LG1 – 20 in servizio, Obice moderno leggero da 105 mm.[41]
- Obus GDSB 155/52mm – 15.
- 155 mm M777 Howitzer donati dal United States Marine Corps in numero sconosciuto.

### Anticarro
- Nimrod  Israele
- BGM-71 TOW – 18, montati su HMMWV.  Stati Uniti
- Spike  Israele
- RPG-22  Russia
- M72 LAW  Stati Uniti
- APILAS  Francia
- AT4 Svezia
- M40[non chiaro] – 80, di cui 63 sono in servizio.  Stati Uniti
- Batterie IMI Nimrod (su veicolo)  Israele

### Sistemi di difesa aerea e artiglieria antiaerea
- Mistral (missile)
- Baterías AA Eagle Eye
- Sistemas Oerlikon
- Bofors M1
- M-55 AAA
- M-8/M-55

### Mezzi aerei
Sezione aggiornata annualmente in base al World Air Force di Flightglobal del corrente anno. Tale dossier non contempla UAV, aerei da trasporto VIP ed eventuali incidenti accorsi durante l'anno della sua pubblicazione. Modifiche giornaliere o mensili che potrebbero portare a discordanze nel tipo di modelli in servizio e nel loro numero rispetto a WAF, vengono apportate in base a siti specializzati, periodici mensili e bimestrali. Tali modifiche vengono apportate onde rendere quanto più aggiornata la tabella.
| Aeromobile                     | Origine                     | Tipo                                   | Versione                    | In servizio (2024)          | Note | Immagine                    |
| Aerei per impieghi speciali    | Aerei per impieghi speciali | Aerei per impieghi speciali            | Aerei per impieghi speciali | Aerei per impieghi speciali | Aerei per impieghi speciali | Aerei per impieghi speciali |
| ------------------------------ | --------------------------- | -------------------------------------- | --------------------------- | --------------------------- | --- | --------------------------- |
| Beechcraft Super King Air      | Stati Uniti                 | Guerra elettronica                     | B200B350                    | 4                           | |                             |
| Aerei da trasporto             |                             |                                        |                             |                             | |                             |
| Gulfstream Turbo Commander     | Stati Uniti                 | aereo da trasporto                     | Turbo Commander             | 5                           | |                             |
| Beechcraft King Air            | Stati Uniti                 | aereo da trasporto                     | B90B200B350                 | 5                           | |                             |
| Cessna 208B Grand Caravan EX   | Stati Uniti                 | aereo da trasporto leggero             | C208B EX                    | 8                           | 8 in servizio con l'esercito colombiano all'ottobre 2017. |                             |
| CASA C-212 Aviocar             | Spagna                      | aereo da trasporto                     | C-212-100                   | 2                           | 2 C-212-100 in servizio con l'esercito colombiano all'ottobre 2017. |                             |
| Antonov An-32                  | Ucraina                     | aereo da trasporto                     | An-32                       | 2                           | 2 in servizio con l'esercito colombiano all'ottobre 2017. |                             |
| Elicotteri                     |                             |                                        |                             |                             | |                             |
| Bell UH-1 Twin Huey            | Stati Uniti                 | elicottero utility                     | UH-1HUH-1N                  | 34                          | Circa 60 in organico tra UH-1H ed UH-1N al novembre 2017, per i quali è in atto un programma di aggiornamento per portarli alla versione Huey-2. |                             |
| Mil Mi-17 Hip                  | Russia                      | elicottero da trasporto                | Mi-17VMi-17MDMi-17-5V       | 19                          | 10 Mi-17-V acquistati nel 1996, più 6 Mi-17-MD e 10 Mi-17-5-V acquistati dal 2000 al 2009. Uno è andato perso il 25 febbraio 2013. Al maggio 2018 ne risultano in servizio 19 esemplari in quanto uno è precipitato a gennaio dello stesso anno. Al Dicembre 2024, sono diciannove gli esemplari in organico, di cui otto operativi ed in condizioni di volo, nove immagazzinati e due elicotteri danneggiati in attesa di parti di ricambio. Questi diciannove esemplari superstiti saranno sottoposti ad un programma di aggiornamento e anche di riparazione per quelli danneggiati. |                             |
| Sikorsky UH-60 Black Hawk      | Stati Uniti                 | elicottero elicottero da combattimento | UH-60LS-70i                 | 517                         | 56 UH-60 ricevuti in più lotti e versioni (per lo più UH-60L) e 7 S-70i provenienti dalla linea produttiva polacca. Compresi i 15 dal Piano Colombia. Un UH-60 perso il 22 febbraio 2013. All'ottobre 2018 risultano in carico 54 UH-60L e 7 S-70i, in quanto un UH-60L è andato perso il giorno 20. Tutti i S-70i helicopters sono usati dal Battaglione Forze Speciali dell'Aviazione. |                             |
| Aeromobili a pilotaggio remoto |                             |                                        |                             |                             | |                             |
| RQ-11 Raven                    | Stati Uniti                 | UAV                                    | RQ-11B                      |                             | |                             |